# 6488 Дребах
6488 Дребах (6488 Drebach) — астероїд головного поясу, відкритий 10 квітня 1991 року.
Тіссеранів параметр щодо Юпітера — 3,438.